# Számi nyelvek

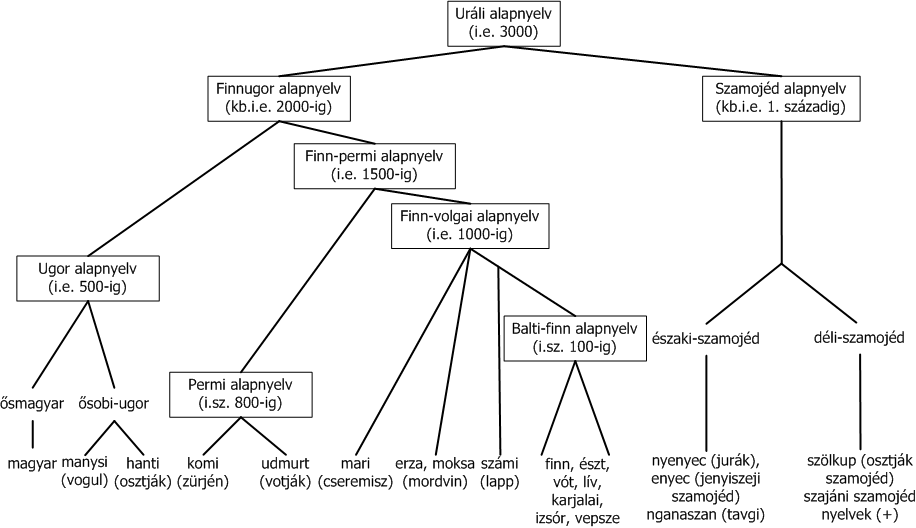
Az uráli nyelvcsalád rokonsági viszonyai (a nyelvek szétválásának feltételezett évszámaival)

A számi nyelveket a Skandinávia északi felében (Norvégiában, Svédországban, Finnországban ill. Oroszországban, a Kola-félszigeten) élő számik, régi nevükön lappok beszélik. Az uráli nyelvcsaládba tartozó finnugor nyelvük nem egységes, nem is beszélhetünk egyetlen számi nyelvről: mintegy kilenc-tíz nyelv van. Nyelvükhöz valószínűleg nyelvcsere útján jutottak, mert embertanilag elütnek az uráli népek többségétől, mind a finnektől, mind a magyaroktól, és a lappid rasszhoz tartoznak.

## Alcsoportok

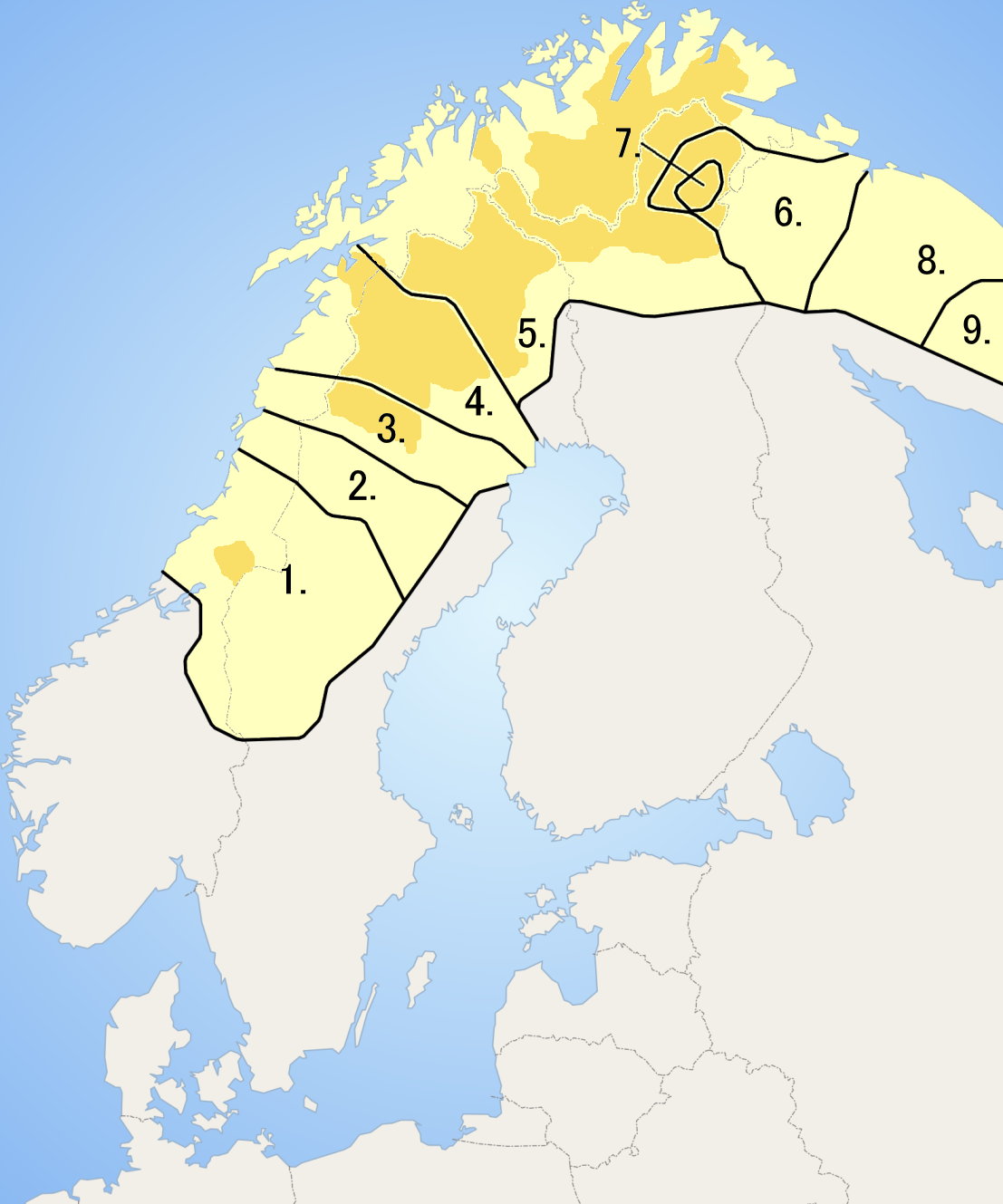
A számi nyelvek elhelyezkedése: 1. Déli számi, 2. Umei számi, 3. Pitei számi, 4. Lulei számi, 5. Északi számi, 6. Kolta számi, 7. Inari számi, 8. Kildini számi, 9. Teri számi. A sötét területeken a számi nyelvet hivatalos nyelvként ismerik el.

A számi nyelveket három, földrajzi alapú fő csoportba sorolják:
1. déli számi nyelvek
  - (tényleges) déli számi (Közép-Norvégia, Dél-Svédország)
  - umei számi (Közép-Norvégia, Közép-Svédország)
2. északi számi nyelvek
  - pitei számi (Közép-Norvégia, Észak-Svédország)
  - lulei számi (Közép-Norvégia, Észak-Svédország)
  - (tényleges) északi számi (Észak-Norvégia, Észak-Svédország, Észak-Finnország)
3. keleti számi nyelvek
  - inari számi (Finnország)
  - kolta számi (szkolt számi; ma Finnország, régen Oroszország)
  - kildini számi (Oroszország)
  - teri számi (Oroszország)
  - akkala számi (kihalt) (Oroszország)
  - kemi számi (kihalt) (Svédország, utána: Oroszország)
  - kainuu számi (kihalt) (Finnország)

A déli és északi számi nyelveket együttesen nyugati számi nyelveknek is nevezik. A korábbi szakirodalomban a számi nyelveket országok szerint osztották fel, így volt norvég-lapp, svéd-lapp, finn-lapp és orosz-lapp számi.

## A számi nyelvek kutatói
Magyarországon az első kutató, aki az akkor még lapp nyelvnek nevezett idiómákkal foglalkozott, Halász Ignác (1855–1901) volt. Ő a pitei- számi nyelvekkel foglalkozott, három alkalommal (1884, 1886, 1891) járt is náluk.
- Svéd-lapp nyelvtan és olvasmányok (Budapest, 1891.)
- Svéd-lapp nyelv I-IV. (Budapest, 1885-96)

Halász Ignác után évtizedekig nem foglalkozott senki a számi nyelvekkel. Lakó György (1908–1996) fő érdeklődési területe nem a lappság volt, de ennek ellenére 1935-ben a lulei számiknál is tett tanulmányutat, majd 1986-ban írt a számi nyelvekről egy chrestomáthiát.
- Chrestomathia Lapponica (Budapest, 1986)

Magyarok közül nemzetközileg ismert még Zita McRobbie-Utasi, aki a kolta-számikkal foglalkozik. Valamint idehaza az ifjabb generáció foglalkozik a számi nyelvekkel: Falk Nóra (PPTE), Dusnoki Gergely (DTE-Jyväskylä).

## Beszélők száma
A számi nyelveket beszélők számát tekintve nincsenek pontos adataink, 30–70 ezer körülire teszik. Az elmúlt évtizedek asszimilációs politikája és a számi státus bizonytalan meghatározása miatt adódik ez a bizonytalan szám. A legnagyobb számi nép az északi-számi, ők 15–30 ezren lehetnek. Könyvek, folyóiratok, újságok jelennek meg ezen a nyelven. Hasonlóan fejlődő nyelv a lulei-számi, ill. most már a déli-számi is. Inari és kolta nyelven jelennek meg még – ritkán – írások.
Számi nyelven több rádió- és televízióadás is van: ezen a nyelven műsort sugároz a finn YLE, a svéd és a norvég rádió is.